# Condado de Osijek-Barânia
O Condado de Osijek-Barânia (em croata: Osječko-baranjska županija) é um condado da Croácia. Sua capital é a cidade de Osijek. Parte do território deste condado faz parte da região história da Barânia.

## Divisão administrativa
O Condado está dividido em 7 Cidades e 35 Municípios.
As cidades são:
- Beli Manastir
- Belišće
- Donji Miholjac
- Đakovo
- Našice
- Osijek
- Valpovo

As municípios são:
- Antunovac
- Bilje
- Bizovac
- Čeminac
- Čepin
- Darda
- Draž
- Donja Motičina
- Drenje
- Đurđenovac
- Erdut
- Ernestinovo
- Feričanci
- Gorjani
- Jagodnjak
- Kneževi Vinogradi
- Koška
- Levanjska Varoš
- Magadenovac
- Marijanci
- Podravska Moslavina
- Petlovac
- Petrijevci
- Podgorač
- Punitovci
- Popovac
- Satnica Đakovačka
- Semeljci
- Strizivojna
- Šodolovci
- Trnava
- Viljevo
- Viškovci
- Vladislavci
- Vuka